# John Adelbert Kelley
John Adelbert Kelley (ur. 6 września 1907 w Medford, zm. 6 października 2004 w South Yarmouth) – lekkoatleta amerykański, biegacz maratończyk.
Był legendą najstarszego amerykańskiego maratonu – w Bostonie. Dwukrotny zwycięzca (1935, 1945), siedmiokrotnie kończył bieg na drugim miejscu (m.in. 1934, [1943, 1944); startował łącznie 61 razy, z czego 58 maratonów ukończył. Łącznie 18 razy sklasyfikowano go w czołowej dziesiątce. Od 1957 nosił przydomek starszy (John Kelley „The Elder”), dla odróżnienia od innego Johna Kelleya, zwycięzcy maratonu bostońskiego w 1957. Po raz ostatni startował jako 84-latek w 1992, w kolejnych latach był mistrzem ceremonii maratonu.
Dwukrotnie startował w igrzyskach olimpijskich; w Berlinie 1936 zajął 18. miejsce, w Londynie 1948 – 21. miejsce. Był w kadrze także na anulowane igrzyska w 1940. Podczas II wojny światowej służył w armii amerykańskiej.
Zadedykowano mu statuę Young at Heart na wzgórzu Newton w Bostonie. Został uhonorowany miejscem w kilku amerykańskich Hall of Fame, a magazyn „Runner’s World” nazwał go Biegaczem Stulecia.